# Západopomořanská technologická univerzita ve Štětíně
Západopomořanská technologická univerzita ve Štětíně (anglicky West Pomeranian University of Technology in Szczecin, polsky Zachodniopomorski Uniwersytet Technologiczny w Szczecinie, zkracováno ZUT) je polská vysoká škola technického směru, která byla založena roku 2009 sloučením Zemědělské akademie ve Štětíně a Technické univerzity ve Štětíně. Univerzita je umístěna v Západopomořanském vojvodství Polska se sídlem ve Štětíně. Současným rektorem je hab. dr Ing. Jacek Wróbel. Na univerzitě studuje 8739 studentů.

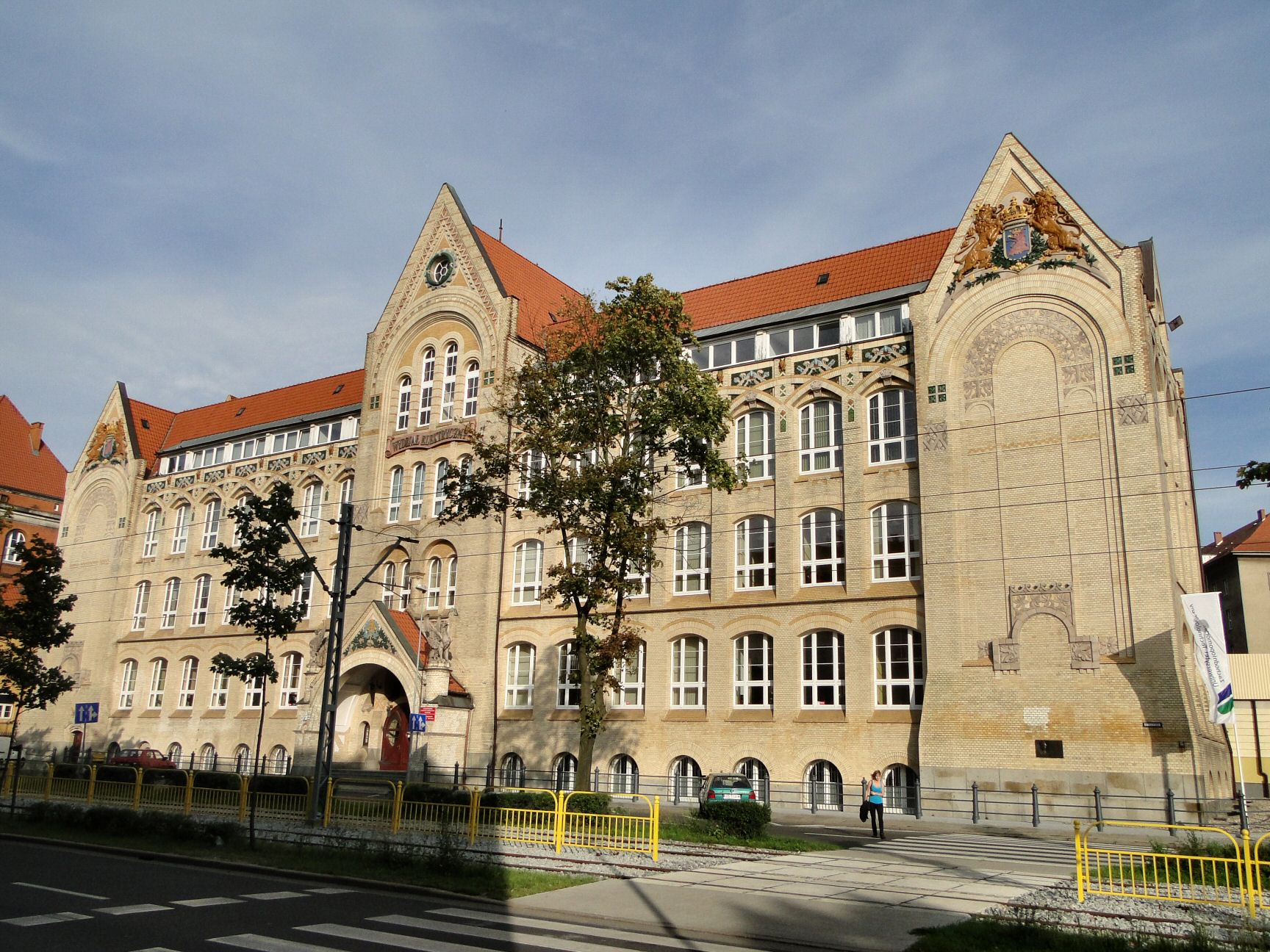
Elektrická fakulta

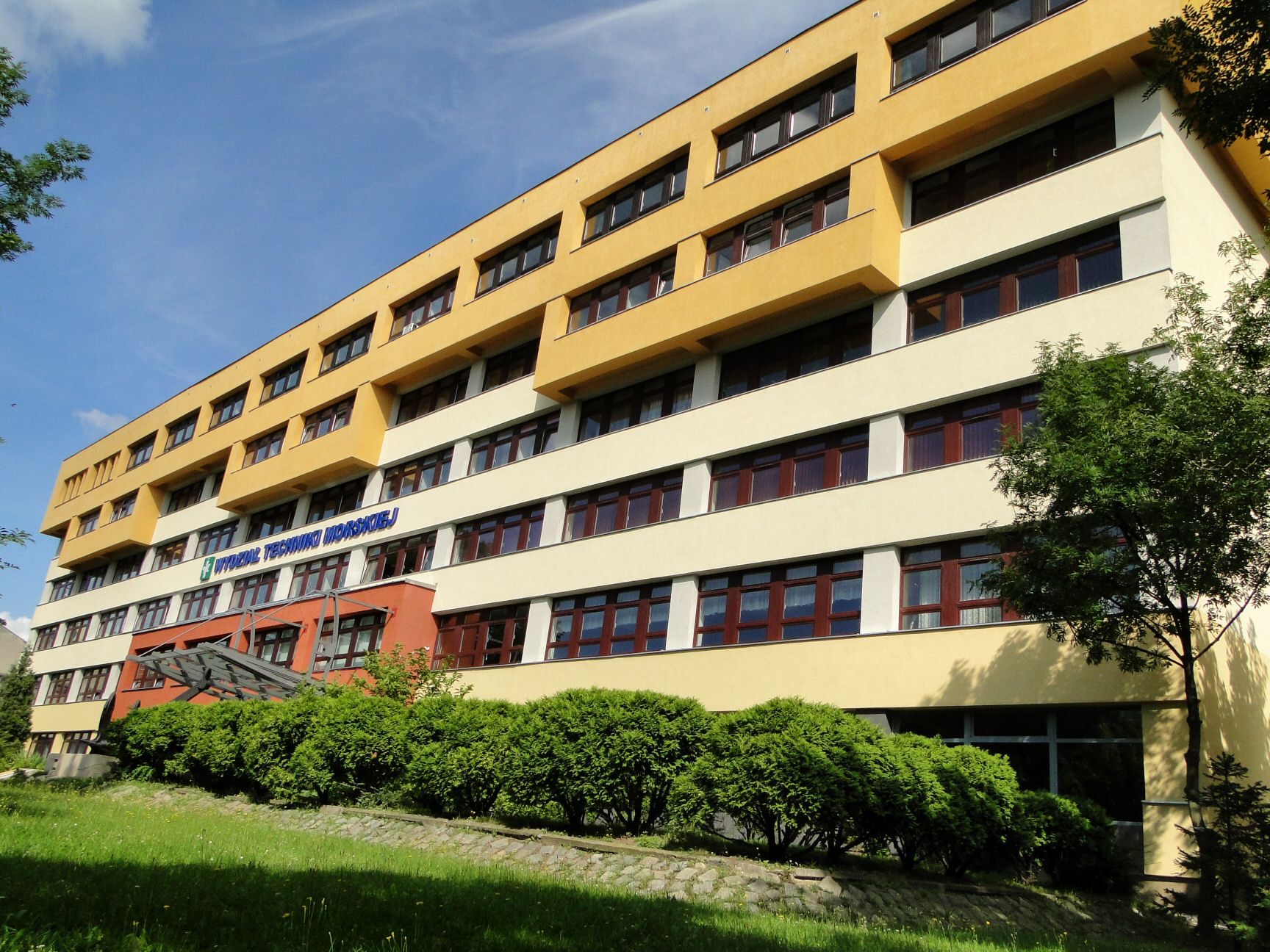
Fakulta námořní techniky a dopravy

## Organizační struktura
V čele univerzity stojí rektor a tři vicerektoři. Dnes ZUT tvoří 10 fakult: 
- Fakulta biotechnologie a chovu zvířat
- Fakulta stavební a architektury
- Ekonomická fakulta
- Elektrická fakulta
- Informatická fakulta
- Fakulta strojního inženýrství a mechatroniky
- Fakulta environmentálního managementu a zemědělství
- Fakulta věd o potravině a rybářství
- Fakulta námořní techniky a dopravy
- Fakulta technologie a chemického inženýrství

## Rektoři
- 2009–2012: Włodzimierz Kiernożycki
- 2012–2016: Włodzimierz Kiernożycki
- 2016–2020: Jacek Wróbel

## Spolupráce s českými vysokými školami
Univerzita spolupracuje v rámci programu Erasmus+ s řadou českých vysokých škol:
- Technická univerzita Ostrava
- Univerzita Tomáše Bati ve Zlíně
- Mendelova univerzita v Brně
- Vysoké učení technické v Brně
- Vysoká škola technická a ekonomická v Českých Budějovicích
- Slezská univerzita v Opavě
- Akademie výtvarných umění v Praze
- Západočeská univerzita v Plzni
- Univerzita Hradec Králové
- Ostravská univerzita
- Vysoká škola chemicko-technologická v Praze